# Sant Vicenç de Gualba
Sant Vicenç, és una església romànica amb una nau amb absis, situada en el municipi de Gualba (Vallès Oriental), d'on és l'església parroquial. És una obra inclosa a l'Inventari del Patrimoni Arquitectònic de Catalunya.

## Descripció
Edifici religiós fonamentalment romànic, especialment l'absis i la façana. Construïda amb carreus. Nau principal de planta rectangular. Hi ha també dues naus laterals del segle xvi. Absis coronat per una arcuació d'arcs cecs, amb una composició de cinc entre pilastres.
Façana construïda amb carreus petits. Portada senzilla, de mig punt amb arquivolta decorada amb mitges boles. Té tres finestrals dobles, petits, amb mainell. Finestral central recent. Campanar amb base rectangular i cos alt octogonal, coronat amb mitja esfera de rajola. Té quatre obertures d'arc apuntat (gòtic) per a les campanes.
Nau principal amb quatre trams. Dues naus laterals. Paviment de pedra.
A les parets de les naus laterals hi ha les taules dels retaules de les capelles i l'altar major. Les de l'altar major són quatre taules i està dedicat a Sant Vicenç i la resta són dedicats a la Mre de Déu i a Sant Miquel. Ja hi ha constància de la seva existència el 1580.

## Història
Sant Vicenç de Gualba apareix documentada el 984 i el 1023, quan Ermessenda de Carcassona va donar la vila al cenobi de Sant Cugat del Vallès. Va ser consagrada el 23 d'abril de 1098 pel bisbe de Barcelona Berenguer que era també l'Abat del monestir de Sant Cugat, d'on depenia.
El segle xiv va ser una època d'esplendor sota la influència dels bisbes de Barcelona Guerau de Gualba i Ponç de Gualba; durant el segle xv es varen realitzar reformes i es varen construir les capelles laterals i el campanar de torre. Més tard se li afegiren cossos moderns a la part del davant i es perllongaren les naus de capelles tardo-gòtiques, cobertes amb nerviacions i la capella de la Mare de déu, amb mènsules esculpides. Entre els anys 1959-1961 es va restaurar la façana i el sector de l'absis, que té dues fornícules per a altars dins els murs que donen al presbiteri. Durant la guerra de la independència a començament del segle xviii, l'església va ser cremada.